# Janabaai
De Janabaai (Russisch: Янский залив; Janskij zaliv) is een baai in het noorden van de oeloes Oest-Janski van de autonome republiek Jakoetië in het Russische Verre Oosten die de monding vormt van de rivier de Jana in de Laptevzee van de Noordelijke IJszee. De Janabaai heeft een oppervlakte van ongeveer 10.200 km² en bevindt zich tussen het Boeor-Chaja-schiereiland met Kaap Boeor-Chaja in het westen en de eilanden Makar en Sjelonski en het Sjirokostan-schiereiland in het oosten. De directe kustregio is onbewoond, maar iets stroomopwaarts de Jana ligt het bestuurlijk centrum van de oeloes Nizjnejansk.